# 渡切費
渡切費（わたしきりひ）は特例会計制度のこと。

## 概要
経費を一括して経理担当者に前渡しをし、光熱費等の必要経費の精算を簡素化する目的で設けられた。
1947年に会計法第23条の規定で政府機関向けの特例会計制度として設定された（なお、渡切費制度自体は明治時代から存在していた）。総務省（旧郵政省）郵政事業庁（旧郵務局）の特定郵便局や法務省の法務局登記所、外務省の在外公館で採用されていた。

## 不正発覚による廃止
特定郵便局の渡切費は2001年の第19回参議院議員通常選挙で全国郵便局長会の支援を得ていた、同組織の組織内候補である高祖憲治の選挙違反事件で注目されるようになった。この事件になて特定郵便局の渡切費が選挙活動に流用されている疑惑が浮上し、さらに東北特定郵便局業務推進連絡会による役員局長向け渡切費の不正流用問題も発覚した。また、在外公館の渡切費でも使途に厳密な報告義務がないとして、「第二の機密費」との批判が出た。
こうした批判も出たことで、渡切費は2002年度予算から計上されなくなった。2002年7月31日に会計法第23条を削除する旨の日本郵政公社法施行法が成立し、2003年4月1日に施行されたことで渡切費制度は廃止された。